# Guillermo Saavedra
Guillermo Saavedra (Rancagua, 5 november 1903 – 12 mei 1957) was een Chileens voetballer, die zijn vaderland vertegenwoordigde op de Olympische Zomerspelen 1928 en het WK voetbal 1930. Hij speelde als middenvelder en kwam onder meer uit voor Colo-Colo. Saavedra speelde negen interlands (één doelpunt) voor het Chileens voetbalelftal in de periode 1926-1930.